# Lac-au-Saumon
Lac-au-Saumon est une municipalité dans la municipalité régionale de comté de La Matapédia au Québec située dans la région administrative du Bas-Saint-Laurent.

## Histoire
Le premier curé du Lac-au-Saumon fut l'abbé Bouillon. À la fin du XIXe siècle, les résidents sur le rang 1 (ou la route 132 actuelle) étaient partagés entre les paroisses de Causapscal et d'Amqui, car il n'y avait pas de pont à la tête du lac pour qu'ils se rendent à la chapelle qui se situait de l'autre côté du lac. Il fallut attendre que l'abbé Bouillon fasse venir un ingénieur de la Colonisation pour faire bâtir un pont, car le curé d'Amqui avait convaincu l'évêque, monseigneur Jean Langevin, que la construction d'un pont à cet endroit était impossible. L'accroissement de la population est du en partie à la venue de plusieurs Acadiens provenant des îles de la Madeleine vers la fin des années 1890. D'ailleurs un des rangs de Lac-au-Saumon est aujourd'hui nommé « rang des Acadiens ». Un autre facteur de croissance important est l'industrie forestière ainsi que la proximité du lac et du chemin de fer. La paroisse de Lac-au-Saumon, Saint-Edmond, fut érigée canoniquement le 22 janvier 1907 par Monseigneur André-Albert Blais.

## Géographie
Lac-au-Saumon est situé à environ 10 kilomètres entre les deux principales villes de La Matapédia, Amqui et Causapscal, sur la route 132 qui est l'axe de communication principal du Bas-Saint-Laurent et de la Gaspésie. Cette dernière passe du côté nord du lac bien que le gros du village se situe au Sud. Au Nord du Lac-au-Saumon, on retrouve les monts Notre-Dame qui font partie des monts Chic-Chocs.

### Hameau
- Paramé

## Démographie
| 1996  | 2001  | 2006  | 2011  | 2016  | 2021  |
| ----- | ----- | ----- | ----- | ----- | ----- |
| 1 553 | 1 539 | 1 495 | 1 453 | 1 450 | 1 488 |

## Administration

### Maire
| Lac-au-Saumon Maires depuis 2001                                                                                     |                      |         |          |
| Élection | Maire                | Qualité | Résultat |
| 2001 | Aurélien Beaulieu    |         | Voir     |
| 2005 | Jean-Claude Dumoulin |         | Voir     |
| 2009 | Michel Chevarie      |         | Voir     |
| 2013 | Michel Chevarie      | Voir    |          |
| 2017 | Gérard Grenier       |         | Voir     |
| 2021 | Gérard Grenier       | Voir    |          |
| Élection partielle en italique Depuis 2005, les élections sont simultanées dans toutes les municipalités québécoises |                      |         |          |

| Nom                   | Années    |
| --------------------- | --------- |
| Joseph Gaudreau       | 1905-1909 |
| Hector Fournier       | 1909-1910 |
| Zénon Routhier        | 1910-1912 |
| J.-A. Burton          | 1912-1913 |
| Alphonse Landry       | 1913-1915 |
| M.-E. Castonguay      | 1915-1917 |
| P.-A. St-Laurent      | 1917-1921 |
| Ernest Deschênes      | 1921-1928 |
| Ferdinand Paradis     | 1928-1933 |
| Léo Marmen            | 1933-1937 |
| Ludger Leblanc        | 1937-1945 |
| Charles Lavoie        | 1945-1947 |
| Florian Drouin        | 1947-1949 |
| Ferdinand Dupont      | 1949-1960 |
| Adrien Ferlatte       | 1960-1963 |
| Joseph-Marie St-Amand | 1963-1965 |
| Alphonse Richard      | 1965-1967 |
| Ghislain Roy          | 1967-1973 |
| Guy Garon             | 1973-1976 |
| Joseph O. Bérubé      | 1976-1978 |
| Alphonse Richard      | 1978-1982 |
| Jean-Guy Gagnon       | 1982-1983 |
| Roland Poitras        | 1983-1987 |
| Daniel Lamarre        | 1987-1993 |
| Jean-Claude Dumoulin  | 1993-1997 |

| Nom                  | Années    |
| -------------------- | --------- |
| Jean-Claude Dumoulin | 1997-1998 |
| Aurélien Beaulieu    | 1998-2005 |
| Jean-Claude Dumoulin | 2005-2009 |
| Michel Chevarie      | 2009-2017 |
| Gérard Grenier       | 2017-     |

### Conseil municipal
Le conseil municipal est composé d'un maire et de six conseillers qui sont élus en bloc tous les quatre ans sans division territoriale.
| mandat    | fonction    | nom                     |
| --------- | ----------- | ----------------------- |
| 2021-2025 | maire       | Monsieur Gérard Grenier |
| 2021-2025 | conseillers |                         |
| 2021-2025 | #1          | Monsieur Gérald Ruel    |
| 2021-2025 | #2          | Monsieur Patrick Bacon  |
| 2021-2025 | #3          | Madame Jocelyne Bérubé  |
| 2021-2025 | #4          | Madame Chantal Gagné    |
| 2021-2025 | #5          | Monsieur Alain Fradette |
| 2021-2025 | #6          | Madame Valérie Simard   |

### Représentations politiques
Québec : Lac-au-Saumon fait partie de la circonscription provinciale de Matapédia. Lors de l'élection générale québécoise de 2008, la députée sortante Danielle Doyer, du Parti québécois, a été réélue pour représenter la population de Lac-au-Saumon à l'Assemblée nationale.
 Canada : Lac-au-Saumon fait partie de la circonscription fédérale de Haute-Gaspésie—La Mitis—Matane—Matapédia. Lors de l'élection fédérale canadienne de 2008, le député sortant Jean-Yves Roy, du Bloc québécois, a été réélu pour représenter la population de Lac-au-Saumon à la Chambre des communes.

## Devise
La devise du village est Exampla Trahunt qui signifie Les exemples entraînent.

## Religion
| Nom                            | Années    |
| ------------------------------ | --------- |
| Alexandre Bouillon             | 1907-1943 |
| Joseph-Aimé Roy                | 1943-1948 |
| Daniel Barnabé                 | 1948-1952 |
| Fernando Michaud               | 1952-1955 |
| Joseph-Aimé Roy                | 1955-1959 |
| Laurent Vaillancourt           | 1959-1964 |
| Louis Kittel                   | 1964-1967 |
| Théophane Perreault            | 1967-1970 |
| Paul-Émile Duclos              | 1970-1979 |
| Gérard Duchesne                | 1979-1982 |
| Bruno Godbout                  | 1982-1983 |
| Bertrand Michaud               | 1983-1989 |
| Léo Leblanc                    | 1989-1990 |
| Guy Aubut                      | 1990-1991 |
| Jean-Charles Perreault         | 1991-1997 |
| Marc-André Blaquière           | 1997-2003 |
| Louis Viens                    | 2003-2008 |
| Rodrigo Hernán Zuluaga Lopez   | 2008-2009 |
| Pedro Pablo Agudelo Guitiérrez | 2009-2010 |

## Personnalités connues
- Bertrand-B. Leblanc, romancier et dramaturge, né à Lac-au-Saumon en 1928.
- Jennifer Lavigne, gardienne de but de hockey sur glace professionnelle, née à Lac-au-Saumon en 1985.
- Yvon Lévesque, homme politique, député à la Chambre des communes du Canada avec le Bloc québécois, né à Lac-au-Saumon en 1940.